# Mavoglurant
Mavoglurant (AFQ-056) je eksperimentalni kandidat leka za tretman fragilnog X sindroma. On deluje kao antagonist metabotropnog glutamatnog receptora 5 (mGlu5).
Mavoglurant razvija Novartis i trenutno je u fazi III kliničkih ispitivanja. U slučaju uspešnog ishoda ispitivanja, on će biti privi lek koji tretira poremećaju umesto simptoma fragilnog X sindroma.